# Michel Warschawski
Michel (Michael) Warschawski, também conhecido como Mikado (Estrasburgo, 1949), é um escritor ativista pacifista e antissionista israelense. Warschawski defende a substituição de Israel, como Estado judeu, por um Estado binacional.
Criou, em 1984, o  Alternative Information Center (AIC) de Jerusalém, uma organização que divulga estudos e análises críticas das sociedades palestina e israelense, assim como dos conflitos entre Israel e Palestina, e promove a cooperação  entre israelenses judeus palestinos (chamados árabes israelenses, já que o Estado de Israel nega a existência de um povo palestino), com base em valores de justiça social, solidariedade e envolvimento da comunidade.
É membro do comitê de apoio ao Tribunal Russell sobre a Palestina, cujos trabalhos começaram em 4 de março de 2009.

## Biografia

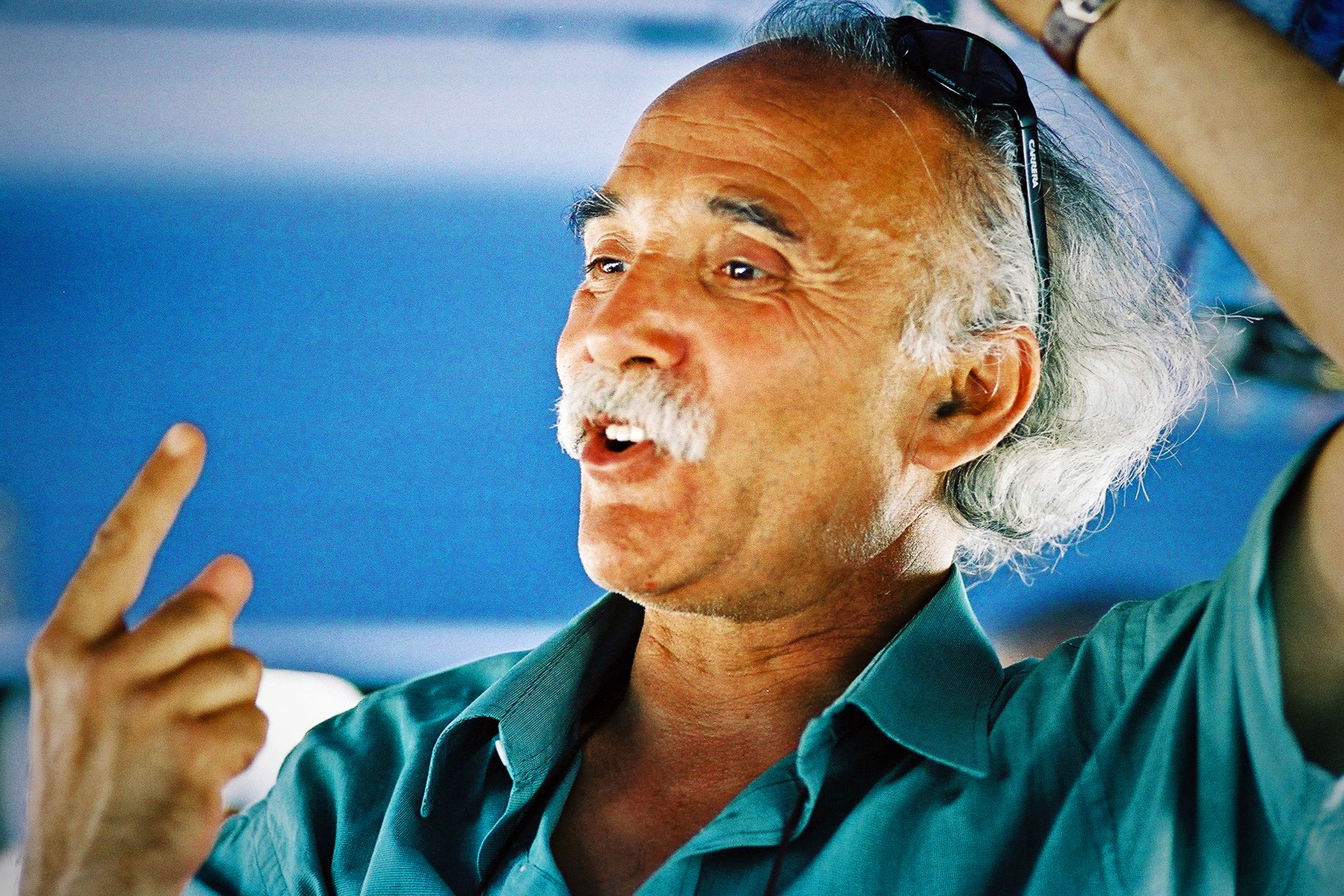
Michel Warschawski em Jerusalém, 2005.

Filho do grande rabino de Estrasburgo e do Baixo Reno, Meri (Max) Shimon Warschawski. Depois de passar seus primeiros anos em Estrasburgo, decide  partir para Jerusalém, aos 16 anos. Lá realiza estudos talmúdicos na yeshivá sionista Merkaz HaRav
Em 1967, adere à organização trotskista antissionista Matzpen, hoje extinto, que tinha como objetivo a transformação socialista do Oriente Médio, considerando o sionismo como uma forma de colonialismo.
Em 1984, Warschawski cria o Centro de Informação Alternativa (AIC), reunindo vários movimentos pacifistas israelenses e organizações palestinas. Em 1987, é preso pelo serviço de segurança israelense Shin Beth, sob a acusação de terrorismo, por ter imprimido panfletos sobre a Frente Popular para a Libertação da Palestina, de George Habash, organização considerada como terrorista, pelo Estado de Israel. Em 1989, apesar de ter sido absolvido de todas as acusações, exceto uma "prestação de serviços a organizações ilegais", foi condenado a vinte meses de prisão por ter apoiado a publicação de um livro que continha relatos de vítimas de torturas  praticadas pelo Shin Beth. Desde então, Warschawski continua sua atividade  no Centro de Informação Alternativa e é uma das mais conhecidas figuras da esquerda israelense.
Entre 2003 e 2005, deu uma série de conferências sobre o conflito israelo-palestino, em cerca de vinte cidades francesas e suas periferias, em centros associativos e escolas, com Dominique Vidal, do Monde diplomatique, e Leila Chahid, delegada geral da Palestina na União Europeia. A presença desses intervenientes em estabelecimentos públicos gerou protestos pela imprensa, notadamente do periódico Le Figaro e  da Association France-Israël. Assim as reuniões foram proibidas nos estabelecimentos escolares.
Desde setembro de 2008, Mikado participa como cronista do jornal satírico Siné Hebdo.
É casado com  Lea Tsemel (n. 1945), advogada de direitos humanos reconhecida por seu trabalho na defesa de prisioneiros palestinos em Israel. O casal tem dois filhos.

## Sobre o Muro da Cisjordânia
Segundo Warschawski, depois de 11 de setembro de 2001, o caráter do conflito leste-oeste mudou, e o Muro da Cisjordânia expressa concretamente essa transformação - o advento do chamado choque de civilizações:
"Se antes havia um Muro que separava o oeste capitalista do leste comunista, agora há um outro, que separa o Islã da Civilização Judaico-Cristã. O muro não é um muro local, mas global, que separa o mundo em dois"

## Sobre o Estado binacional
A ideia de Estado binacional, defendida por Warschawski, consiste na coabitação de judeus e árabes sob governo compartilhado de um mesmo Estado. Perguntado sobre sua ligação a Israel, declarou, em 2005, que ama Israel, "como se ama o filho nascido de um estupro", pois não se pode culpar a criança pelas circunstâncias da sua concepção.

## Crítica
O acadêmico israelense Ilan Greilsammer, do movimento Paz Agora, lamenta a audiência que Michel Warschawski tem tido na Europa, considerando delirante a proposta de um Estado binacional. Greilsammer acredita que a esquerda antissionista apenas contribui para o fortalecimento da direita em Israel.

## Livros publicados
- Israël-Palestine : Le défi binational. Textuel, 2001. ISBN 2845970188. ISBN 978-2845970182
- Sur la frontière. Stock, 2002. ISBN 2234054761. ISBN 978-2234054769. Resenha.
  - On the boarder[7] South End Press, 2004. ISBN 089608731X ISBN 978-0896087316
- À contre chœur : Les voix dissidentes en Israël (com Michèle Sibony). Textuel, 2003. ISBN 2845970730. ISBN 978-2845970731
- À tombeau ouvert: la crise de la société israélienne. La Fabrique, 2003. ISBN 2913372260. ISBN 978-2913372269
  - Toward an Open Tomb: The Crisis of Israeli Society. Monthly Review Press , 2004. ISBN 1583671099 ISBN 978-1583671092
- Antisémitisme, l'intolérable chantage : Israël-Palestine, une affaire française? (com Étienne Balibar, Rony Brauman, Judith Butler, Silvain Cypel, Éric Hazan, Daniel Lindenberg, Denis Sieffert e Marc Saint-Upéry). Editions La Découverte, 2003.[2]
- Les banlieues, le Proche-Orient et nous (com Leila Chahid e Dominique Vidal), L'Atelier, 2006.
- La révolution sioniste est morte - Voix israéliennes contre l'occupation, 1967-2007 (org.), obra coletiva, com as contribuições de : Organização Socialista Israelense, Matzpen, Abou Said e Moshé Machover, Panteras Negras, Israel Shahak, L'appel des refuzniks, Comitê contra a guerra no Líbano, Marcello Weksler, Yeshayahu Leibowitz, Yehouda Elkana, Jamal Zahalka, Haim Hanegbi, Gideon Levy, Avraham Burg, Azmi Bishara, Leah Tsemel, Shulamit Aloni, Nurit Peled-Elhanan, B. Michael, Uri Avnery, Khulood Badawi, Tanya Reinhart, Aharon Shabtai, Sami Shalom Chetrit, Yitzhak Laor, Meron Benvenisti e Amira Hass)[8].  La Fabrique, 2007.
- La guerre des 33 jours - La guerre d'Israël contre le Hezbollah au Liban et ses conséquences (com Gilbert Achcar). Textuel, 2007
- Programmer le désastre — La politique israélienne à l'œuvre. La Fabrique, 2008
- Destins croisés — Israéliens-Palestiniens, l'histoire en partage, Riveneuve, 2009
- Au pied du mur. Syllepse, 2011.
- Un autre Israël est possible, com Dominique Vidal. Les Editions de l'Atelier, 2012.
- Israël: chronique d'une catastrophe annoncée... et peut-être évitable. Prefácio de Jean Ziegler. Syllepse, 2018. ISBN  978-2-84950-726-1

Em português
- Desastre Programado – a Política Isralense em Ação. São Paulo: Radical. 2010. ISBN 978-85-98600-12-3

## Filmografia
- Advocate (2019), documentário de Rachel Leah Jones e Philippe Bellaïche sobre Lea Tsemel, inclui o julgamento de Mikado (1987), por seu apoio à Frente Popular para a Libertação da Palestina.[9]